# Шаванн-пре-Ренан
Шаванн-пре-Ренан (фр. Chavannes-près-Renens) — громада  в Швейцарії в кантоні Во, округ Лозанна-Захід.

## Географія
Громада розташована на відстані близько 85 км на південний захід від Берна, 5 км на захід від Лозанни.
Шаванн-пре-Ренан має площу 1,7 км², з яких на 65,1% дозволяється будівництво (житлове та будівництво доріг), 23,5% використовуються в сільськогосподарських цілях, 9% зайнято лісами, 2,4% не є продуктивними (річки, льодовики або гори).

## Демографія
2019 року в громаді мешкало 7851 особа (+13,5% порівняно з 2010 роком), іноземців було 50,2%. Густота населення становила 4758 осіб/км².
За віковим діапазоном населення розподілялося таким чином: 23,9% — особи молодші 20 років, 64,5% — особи у віці 20—64 років, 11,6% — особи у віці 65 років та старші. Було 3353 помешкань (у середньому 2,3 особи в помешканні).